# Paga i senyal
Una paga i senyal és una quantitat que es dona com a garantia de pagament total. És freqüent el seu ús en la compra o lloguer d'habitatges, la compra de vehicles i la reserva d'allotjaments turístics. En el cas de la compra d'un habitatge, és un pagament a compte que es resta del preu total de la compra i que permet al comprador reservar l'habitatge durant un període determinat. En aquest cas, se sol realitzar mitjançant un contracte privat d'arres penitencials o confirmatòries i generalment és el 10% del preu. A canvi de la paga i senyal, el comprador rep un document de reserva que especifica la ubicació de l'habitatge i la data màxima per formalitzar el contracte de compra venda. També sol incloure el preu pactat de compra. Aquest aspecte és molt important per a evitar que el preu pugui ser modificat amb posterioritat En la reserva d'allotjaments turístics, la paga i senyal que es pot demanar està regulada. En aquest cas, si s'anul·la la reserva amb un cert marge d'antelació, s'ha de retornar. En canvi, en el cas de lloguer d'habitatges no està regulat. Per tant, la devolució de la paga i senyal quan finalment no es lloga el pis depèn del document de reserva de lloguer.